# Scinax berthae
A Scinax berthae a kétéltűek (Amphibia) osztályának békák (Anura) rendjébe és a levelibéka-félék (Hylidae) családjába tartozó faj.

## Előfordulása
A faj Argentínában, Brazíliában, Paraguayban és Uruguayban él. Természetes élőhelye a szubtrópusi vagy trópusi nedves síkvidéki erdők, mérsékelt klímájú rétek, szubtrópusi vagy trópusi időszakosan nedves vagy elárasztott síkvidéki rétek, időszakos édesvizű mocsarak, legelők, lepusztult erdők. A fajt élőhelyének elvesztése fenyegeti.